# 四川省 (中華民國)
四川省，簡稱為「川」，為中華民國的一個省，延續清朝所設置的22省之一，華中七省之一，辖境相当于现今中华人民共和国四川省东部和重庆市。

## 管轄範圍

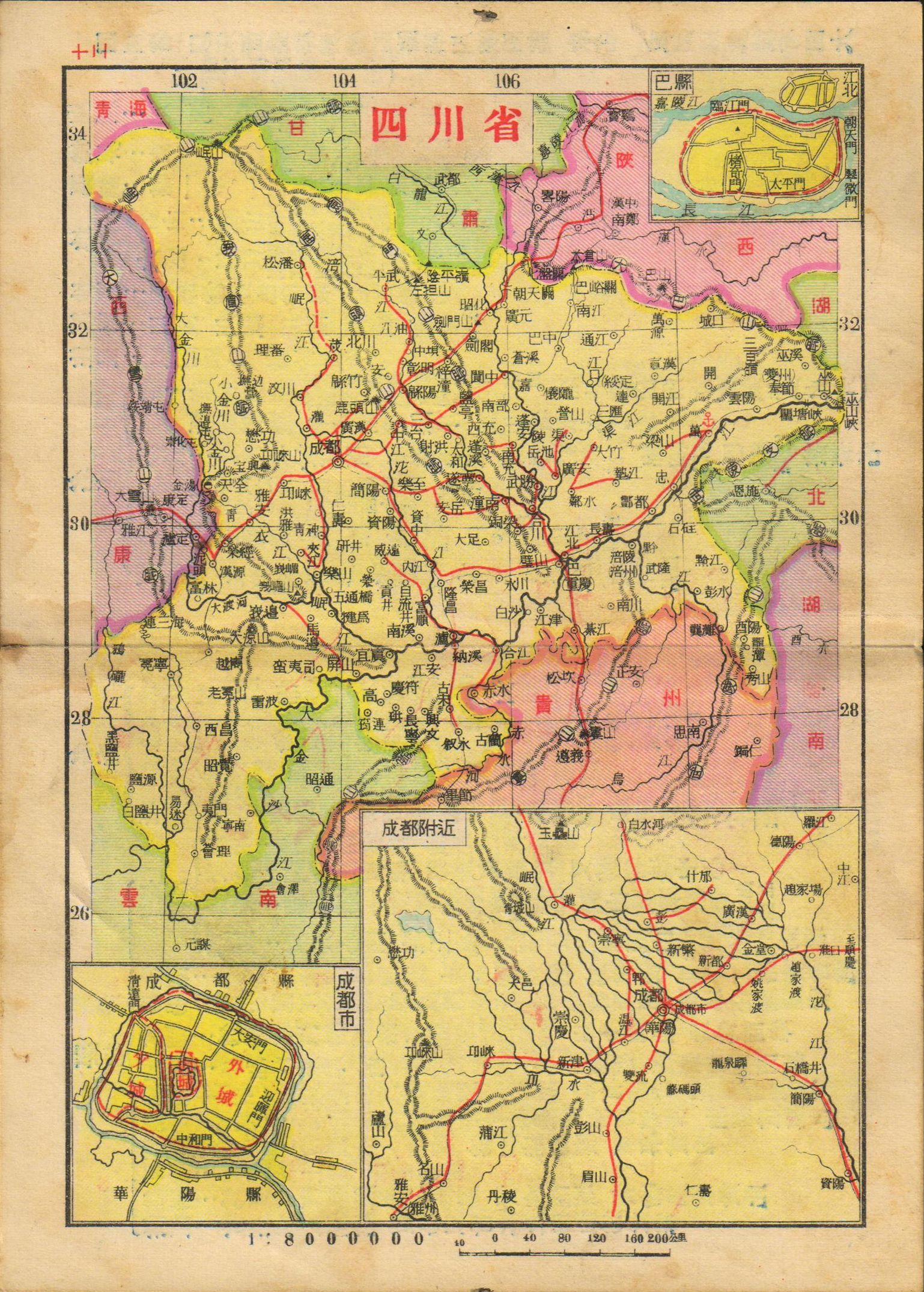
亞新地學社1936年《袖珍中華全圖》的四川省地圖

民國初，轄境相當於今四川省、重慶市的全部及現時西藏自治區的江達、貢覺、江卡一線以東區域。民國3年（1914年）將康定等31縣、1委員劃屬川邊特別區；民國27年（1938年）9月將雅安等14縣2局劃屬西康省；民國28年（1939年）5月將重慶市改置院轄市，並將巴縣沙坪壩、磁器口、小龍坎、歌樂山、石橋場、九龍鋪、黃葛埡、唐家沱、寸灘、香國寺等地劃歸重慶市。因此，四川省轄域在民國時期有三次縮小。民國36年（1947年）全省土地面積為303,318平方公里。轄境包括今四川省大金川河流及寶興、蘆山、美姑、昭覺等縣以東地區，重慶市大部（除渝中、江北、南岸、沙坪壩、九龍坡、大渡口六區大部分外）。東與東南濱湖北省、湖南省，南接雲南省、貴州省，西界西康省，北鄰甘肅省、西北與東北則是青海省、陝西省。

## 人口
以下依據中華民國實業部《中國經濟年鑑》（1934年出版）、內政部統計司編《民國十七年各省市戶口調查統計報告》（1931年出版）、主計處統計局編《中華民國統計提要》（1940年出版）、中華民國年鑑社編《中華民國年鑑》（1952年出版，頁19-21）所提供的人口數據：
| 調查年代 | 戶數      | 人口       | 男性       | 女性       | 每戶平均人口 | 性別比例 |
| -------- | --------- | ---------- | ---------- | ---------- | ------------ | -------- |
| 1912年   | 9,259,000 | 48,130,000 | 27,343,000 | 20,786,000 | 5.20         | 131.50   |
| 1928年   | 無        | 47,992,000 | 無         | 無         | 無資料       | 無資料   |
| 1936年   | 9,727,000 | 52,706,000 | 28,474,000 | 24,232,000 | 5.42         | 117.51   |
| 1947年   | 8,413,000 | 47,437,000 | 24,267,000 | 23,171,000 | 5.64         | 104.73   |

據中華民國內政部戶政司於民國79年（1990年）臺閩地區戶口及住宅普查報告，臺閩地區籍貫為四川省的人數為12萬0830人，佔非臺灣省籍269萬4917人口當中的4.48%。

## 歷史沿革

### 保路運動與辛亥革命
宣統三年（1911年），成都獨立，成立大漢四川軍政府，蒲殿俊和尹昌衡先後任都督。民國元年（1912年）3月11日，成都、重慶兩地軍政府合併，成立中華民國四川都督府。民國2年（1913年）6月，袁世凱任命胡景伊為四川都督。民國5年（1916年）5月22日，四川督軍陳宧在四川宣佈獨立，反對袁世凱稱帝。同年6月袁世凱死後，黎元洪繼任為民國大總統，於7月6日任命蔡鍔為四川督軍兼省長。旋蔡鍔病情惡化，於9月離川東渡日本治病。民國7年（1918年），熊克武自任四川靖國軍總司令，並兼攝四川省之軍、民兩政。

### 川系軍閥割據
民國8年（1919年）4月，四川防區制形成，各個防區軍閥割據，相互混戰近十五年之久。其中逐漸形成了劉湘、劉文輝、鄧錫侯、田頌堯、楊森、李家鈺、羅澤洲和劉存厚等八個主要軍閥派系。民國10年（1921年）6月熊克武辭職，推舉劉湘就任川軍總司令兼四川省長。民國13年（1924年）劉湘任川滇邊防督辦，四川善後督辦。民國十七年（1929年）國民政府授於劉文輝為四川省政府主席。民國21年（1932年），劉湘、劉文輝交戰。民國22年（1933年）劉湘邀蔣中正入川平叛。民國23年（1934年）12月劉湘任四川省主席、川康綏靖公署主任，劉文輝任西康省主席。

### 川軍出川抗日
民國26年（1937年），抗日戰爭爆發，中國沿海沿江的各類工礦企業、高等學校和文化團體也紛紛內遷至四川，四川成為中國的大後方。同時300萬川軍出川抗戰，為抗日戰爭作出了傑出的貢獻。
民國28年（1939年）9月，蔣中正兼任四川省主席，同月，重慶成為一等院轄市，一個月後便再升重慶市為陪都。民國29年（1940年）11月，蔣中正辭去四川省主席職務，由張群兼任。同年12月，重慶成為永久陪都，劃離四川省，四川成為戰時的直隸省。

### 國共全面內戰
民國35年（1946年）之後，鄧錫侯、王陵基先後任四川省主席。民國38年（1949年）11月30日，同樣來自四川的劉伯承、鄧小平指揮的第二野戰軍佔領重慶。12月10日，蔣中正攜其子蔣經國，從成都飛往臺灣，從此就再也沒有回到中國大陸。12月11日晚，劉文輝以西康省主席兼二十四軍軍長的名義通電投降解放軍，是为彭县起义。四川省政府主席王陵基化装逃亡，被解放军逮捕。12月27日，共軍賀龍部佔領成都，中華民國四川省至此結束。
1950年2月，唐式遵被任命为四川省政府主席，四川省政府复置于西康省西昌县。3月27日，解放军占领西昌县。同日，逃亡至越嶲县的唐式遵战死。至此，四川省政府彻底消亡。

## 行政區劃

### 省、縣之間的行政區

#### 道制
辛亥革命後，四川省與其他起義各省不同，並未撤道。保留清代道的舉措，應與四川省轄域遼闊、事務繁雜、各地情形不一有關。直至民國元年（1912年）南京臨時政府成立後，道仍繼續存在。民國2年（1913年）2月7日，全省置川西、川東、上川南、下川南、川北、邊東、邊西7道。民國3年（1914年）4月，將邊東、邊西2道往屬川邊特別區；5月，各道改名為西川、東川、建昌、永寧、嘉陵道。在接受南京國府領導後，也沒有立即廢除道制。直至南京國民政府發佈《國民政府令四川省政府取消道尹制並更正實業廳等名稱電》的公電後，四川省政府才遵照此令，於民國19年（1930年）初廢道。
西川道
民國2年（1913年）2月置川西道，觀察使駐成都縣（今四川省成都市城區）。民國3年（1914年）5月改名。道尹為繁要缺，一等，轄成都、華陽、簡陽、廣漢、崇慶、什邡、雙流、新都、溫江、新繁、金堂、郫縣、灌縣、彭縣、崇寧、新津、平武、江油、北川、彰明、茂縣、汶川、綿陽、德陽、安縣、綿竹、梓潼、羅江、懋功、松潘、理番等31縣。民國19年（1930年）廢。
東川道
民國2年（1913年）2月置川東道，觀察使駐巴縣（今重慶市城區）。民國3年（1914年）5月改名。道尹為繁要缺，一等，轄巴縣、江津、長壽、永川、榮昌、綦江、南川、銅梁、大足、璧山、涪陵、合川、江北、武勝、奉節、巫山、雲陽、萬縣、開縣、巫溪、達縣、開江、渠縣、大竹、宣漢、萬源、城口、忠縣、酆都、墊江、梁山、酉陽、石砫、秀山、黔江、彭水等36縣。民國19年（1930年）廢。
建昌道
民國2年（1913年）2月置上川南道，觀察使駐雅安縣（今四川省雅安市）。民國3年（1914年）5月改名。道尹為要缺，二等，轄雅安、名山、榮經、蘆山、漢源、西昌、冕寧、鹽源、昭覺、天全、會理、鹽邊、越嶲、樂山、峨眉、洪雅、峨邊、夾江、犍為、榮縣、威遠、眉山、丹稜、彭山、青神、印崍、大邑、蒲江等28縣。民國19年（1930年）廢。
永寧道
民國2年（1913年）2月置下川南道，觀察使駐宜賓縣（今四川省宜賓市）。民國3年（1914年）5月改名。道尹為簡缺，三等，駐瀘縣（今四川省瀘州市城區）。民國4年（1915年）3月改為二等。轄瀘縣、宜賓、慶符、富順、南溪、長寧、高縣、筠連、璜縣、興文、隆昌、屏山、馬邊、合江、納谿、江安、資中、仁壽、資陽、井研、內江、敘永、雷波、古宋、古藺等25縣。民國19年（1930年）廢。
嘉陵道
民國2年（1913年）2月7月置川北道，觀察使駐閬中縣（今四川省閬中市城區）。民國3年（1914年）5月改名。道尹為要缺，二等，轄閬中、南充、西充、營山、儀隴、鄰水、岳池、蒼溪、南部、廣元、昭化、通江、南江、巴中、劍閣、蓬安、廣安、三台、射洪、鹽亭、中江、潼南、遂寧、蓬溪、樂至、安岳等26縣。民國19年（1930年）廢。
邊東道
民國2年（1913年）3月22月置，觀察使駐巴安縣（今四川省巴塘縣），轄康定、巴安、義敦、瀘定、雅江、道孚、理化、懷柔、稻城、貢噶、鹽井、甘孜、丹巴、定鄉、安良、爐霍等16縣。民國3年（1914年）4月裁道，地入川邊特別區。
邊西道
民國2年（1913年）3月22月置，觀察使駐昌都縣（今西藏自治區昌都縣），轄昌都、德榮、武成、寧靜、察雅、貢縣、察隅、科麥、恩達、鄧柯、石渠、白玉、德格、同普、嘉黎、碩督、太昭等17縣。民國3年（1914年）4月裁道，地入川邊特別區。

#### 行政督察區
四川省當初並未推行督察專員制度。後因圍剿紅軍需要，仍自民國24年（1935年）4月起，參照《剿匪區內各省行政督察專員公署組織條例》，劃定全省為18個督察區，選擇適中之縣為專署所在地，並於5月實施，作為省政府輔助機構，次年7月呈准備案。民國27年（1938年）9月，第十七、第十八區及所屬14縣、1設治局劃入西康省，行政督察區減為16區。抗戰勝利後，行政督察區數目不變，唯各區轄縣有所變化，成都市、自貢市直屬省政府，於民國36年（1947年）6月核准備案。其設置情形如下：
四川省政府直轄區
民國24年（1935年）4月時，轄有成都市。民國28年（1939年）1月設自貢市籌備處，隸屬於省政府管轄。
第一行政督察區
民國24年（1935年）4月成立，專署駐溫江縣，轄溫江縣、成都縣、華陽縣、新都縣、灌縣、新繁縣、郫縣、雙流縣、新津縣、崇慶縣、彭縣、崇寧縣12縣。民國36年（1947年）調整行政督察區，第十三區金堂縣劃入第一區，轄縣增為13縣。中華人民共和國建立後，改稱溫江專區，屬川西行署區。
第二行政督察區
民國24年（1935年）4月成立，專署駐資中縣重龍鎮，轄資中縣、資陽縣、內江縣、威遠縣、榮縣、井研縣、仁壽縣、簡陽縣8縣。民國36年（1947年）調整行政督察區，轄域未變。中華人民共和國建立後，改稱資中專區，屬川南行署區。
第三行政督察區
民國24年（1935年）4月成立，專署駐永川縣，轄永川縣、巴縣、江津縣、綦江縣、榮昌縣、大足縣、璧山縣、江北縣、合川縣、銅梁縣10縣。民國30年（1941年）8月，專署遷駐巴縣土橋鎮，9月增領北碚管理局。中華人民共和國建立後，改稱巴縣專區，1949年12月20日巴縣專署機關遷至璧山，改稱壁山專區，屬川東行署區。
第四行政督察區
民國24年（1935年）4月成立，專署駐眉山縣，轄眉山縣、洪雅縣、夾江縣、青神縣、丹稜縣、彭山縣、蒲江縣、邛崍縣、大邑縣9縣。民國28年（1939年），第十七區名山縣來屬，轄縣增為10縣。民國36年（1947年）調整行政督察區，轄域未變。中華人民共和國建立後，改稱眉山專區，屬川西行署區。
第五行政督察區
民國24年（1935年）4月成立，專署駐樂山縣，轄樂山縣、犍為縣、屏山縣、峨嵋縣、馬邊縣、峨邊縣、雷波縣7縣。民國36年（1947年）調整行政督察區，第十二區沐川縣劃入第五區，轄縣增為8縣。中華人民共和國建立後，改稱樂山專區，屬川南行署區。
第六行政督察區
民國24年（1935年）4月成立，專署駐宜賓縣，轄宜賓縣、南溪縣、長寧縣、慶符縣、江安縣、興文縣、珙縣、高縣、筠連縣9縣。民國33年（1944年）增領沐愛設治局。民國36年（1947年）調整行政督察區，轄域未變。民國37年（1948年）12月，沐愛設治局改稱沐愛縣，轄縣增為10縣。中華人民共和國建立後，改稱宜賓專區，屬川南行署區。
第七行政督察區
民國24年（1935年）4月成立，專署駐瀘縣，轄瀘縣、隆昌縣、富順縣、合江縣、納谿縣、古宋縣、古藺縣、敘永縣8縣。民國36年（1947年）調整行政督察區，轄域未變。中華人民共和國建立後，改稱瀘縣專區，屬川南行署區。
第八行政督察區
民國24年（1935年）4月成立，專署駐酉陽縣，轄酉陽縣、涪陵縣、酆都縣、南川縣、彭水縣、黔江縣、秀山縣、石砫縣8縣。民國30年（1941年）10月增領武隆設治局，民國33年（1944年）8月改稱武隆縣，轄縣增為9縣。民國34年（1945年）11月增領農祥設治局。民國36年（1947年）調整行政督察區，專署改駐彭水縣，石砫縣劃屬第九區，轄縣減為8縣。中華人民共和國建立後，改稱涪陵專區，屬川東行署區。
第九行政督察區
民國24年（1935年）4月成立，專署駐萬縣，轄萬縣、奉節縣、巫山縣、巫溪縣、雲陽縣、開縣、忠縣、城口縣8縣。民國36年（1947年）調整行政督察區，第八區石砫縣劃入第九區，轄縣增為9縣。中華人民共和國建立後，改稱萬縣專區，屬川東行署區。
第十行政督察區
民國24年（1935年）4月成立，專署駐大竹縣，轄大竹縣（駐城廂鎮）、渠縣（駐渠江鎮）、廣安縣（駐城廂鎮）、鄰水縣（駐鼎屏鎮）、墊江縣（駐桂溪鎮）、梁山縣（駐中城鎮）、長壽縣（駐城關鎮）。民國36年（1947年）調整行政督察區，轄域未變。中華人民共和國建立後，改稱大竹專區，屬川東行署區。
第十一行政督察區
民國24年（1935年）4月成立，專署駐南充縣，轄南充縣、岳池縣、西充縣、蓬安縣、營山縣、儀隴縣、南部縣、武勝縣8縣。民國36年（1947年）調整行政督察區，轄域未變。中華人民共和國建立後，改稱南充專區，屬川北行署區。
第十二行政督察區
民國24年（1935年）4月成立，專署駐遂寧縣，轄遂寧縣、潼南縣、安岳縣、樂至縣、中江縣、三臺縣、射洪縣、鹽亭縣、蓬溪縣9縣。民國29年（1942年）12月，增領沐川設治局，民國31年（1942年）2月改稱沐川縣，轄縣增為10縣。民國36年（1947年）調整行政督察區，沐川縣劃屬第五區，轄縣減為9縣。中華人民共和國建立後，改稱遂寧專區，屬川北行署區。
第十三行政督察區
民國24年（1935年）4月成立，專署駐綿陽縣，轄綿陽縣、安縣、梓潼縣、羅江縣、綿竹縣、德陽縣、什邡縣、廣漢縣、金堂縣9縣。民國36年（1947年）調整行政督察區，第十四區彰明縣劃入第十三區，金堂縣改隸第一區，轄縣數不變。中華人民共和國建立後，改稱綿陽專區，屬川西行署區。
第十四行政督察區
民國24年（1935年）4月成立，專署駐劍閣縣，轄劍閣縣、廣元縣、蒼溪縣、閬中縣、昭化縣、江油縣、北川縣、平武縣、彰明縣9縣。民國30年（1941年）10月，增領青川縣和旺蒼設治局，民國34年（1945年）7月改稱旺蒼縣，轄縣增為11縣。民國36年（1947年）調整行政督察區，專署改駐廣元縣，彰明縣劃屬第十三區，轄縣減為10縣。中華人民共和國建立後，改稱劍閣專區，屬川北行署區。
第十五行政督察區
民國24年（1935年）4月成立，專署駐達縣，轄達縣、開江縣、宣漢縣、萬源縣、通江縣、南江縣、巴中縣7縣。民國33年（1944年）10月析巴中縣、達縣、通江縣地置平昌設治局，隸第十五區。民國36年（1947年）調整行政督察區，轄域未變。民國37年（1948年）12月，平昌設治局改為平昌縣，治江口鎮。中華人民共和國建立後，改稱達縣專區，屬川北行署區。
第十六行政督察區
民國24年（1935年）4月成立，專署駐茂縣，轄茂縣、汶川縣、理番縣、松潘縣、懋功縣5縣。民國28年（1939年）增領靖化縣，轄縣增為6縣。民國30年（1941年）3月增領興中設治局、麥桑設治局（該2局實陟並未成立）。民國36年（1947年）調整行政督察區，轄域未變。中華人民共和國建立後，改稱茂縣專區，屬川西行署區。
第十七行政督察區
民國24年（1935年）4月成立，專署駐雅安縣，轄雅安縣、名山縣、蘆山縣、寶興縣、天全縣、滎經縣、漢源縣7縣及金湯設治局。民國28年（1939年），名山縣改屬第四區，其餘劃入西康省，改稱「西康省第二行政督察區」。
第十八行政督察區
民國24年（1935年）4月成立，專署駐西昌縣，轄西昌縣、昭覺縣、寧南縣、會理縣、冕寧縣、鹽源縣、鹽邊縣、越嶲縣8縣。民國27年（1938年）4月增領寧東設治局。民國28年（1939年），劃入西康省，改稱「西康省第三行政督察區」。

### 縣級行政區
清代四川省在宣統三年（1911年）時，分為15府、4直隸廳及9直隸州，下轄11廳、11州、120縣。辛亥革命後，保留清代各府、州、廳，僅將各府附郭縣廢除，以首縣原有轄境為各府區域。民國2年（1913年）2月，各府、廳、州改置為縣，僅懋功、松潘、理番等廳境內各族雜居，且地處邊隀，仍保留廳制；3月，四川民政長將行政區劃呈報內務部。民國3年（1914年）4月，將邊東、邊西2道所轄康定、安良、化林、雅江、道孚、理化、懷柔、定鄉、稻城、貢噶、巴安、義敦、德榮、武成、鹽井、寧都、昌都、察雅、貢縣、察隅、科麥、恩達、鄧科、甘孜、爐霍、石渠、德格、白玉、同普、丹巴、嘉黎、碩督、太昭等32縣劃屬川邊特別區；6月，懋功、松潘、理番等廳才改制為縣。
民國27年（1938年）9月將雅安、天全、榮經、蘆山、漢源、寶興、西昌、晚寧、鹽源、昭覺、會理、鹽邊、越嶲、寧南等14縣及金湯、寧東2設治局劃屬西康省。民國28年（1939年）5月將重慶市改置院轄市。民國38年（1949年）時，四川省劃分為16行政督察區，下轄2市、141縣、3設治局及北碚管理局。民國77年（1988年）7月，行政院公布《中華民國各省（市）縣（市）行政區域代碼》，為各省縣市編定代碼，該法規於民國94年（2005年）10月停用。四川省各縣、市、局沿革情況如下：
| 四川省     | 四川省     | 四川省 | 四川省 | 四川省       | 四川省 | 四川省          | 四川省 |
| 行政督察區 | 專署駐地   | 代碼   | 縣等級 | 縣市局       | 駐地(2023年4月) | 北洋時期        | 沿革 |
| ---------- | ---------- | ------ | ------ | ------------ | --- | --------------- | --- |
| 省政府直轄 | 省政府直轄 | 07001  | 不適用 | 成都市       | 今成都市城區 | (西川道)        | 四川省省會。民國10年（1921年）6月設立成都市政籌備處，管轄成都、華陽二縣城區。民國11年（1922年），改組為市政公所，設督辦、佳辦及會辦。民國13年（1924年）4月，根據北洋、國府各市市制，擬定《成都市市政公所暫行條例》，設督辦1人，由省長任命，綜理全市行政事務，為市行政委員會會長。民國19年（1930年）2月，內政部核定成都市與《市組織法》第三條第一款的規定相符，准予照舊設立。10月8日任命市長。 |
| 省政府直轄 | 省政府直轄 | 07090  | 不適用 | 自貢市       | 自流井（今自貢市自流井區） | (永寧道 建昌道) | 民國28年（1939年）1月設市政籌備處，隸屬於四川省政府，並受省政府各廳處之指揮、監督，掌管自流井及貢井地方的市政事務，區域暫以鹽場管轄區為範圍。民國31年（1942年）8月析富順縣自流井及榮縣貢井置市。受行政院的機關領導。在政治上相當於副省級地位，並且在某些方面具有省級的權力。 |
| 省政府直轄 | 省政府直轄 | 不適用 | 不適用 | 重慶市       | 今重慶市城區 | (東川道)        | 民國16年（1927年）3月析巴縣城區商埠為重慶市，隸屬四川省。民國25年（1936年）5月核准。民國28年（1939年）5月改為院轄市。 |
| 第一區     | 溫江縣     | 07002  | 三等   | 成都縣       | 今成都市城區（舊西城區）。抗戰時期縣政府疏散至茶店子 | 西川道 (駐地)   | 清代為成都府附郭成都縣，辛亥革命後廢縣留府，府僅轄原成都、華陽2縣地。民國2年（1913年）2月廢府復置縣。 |
| 第一區     | 溫江縣     | 07003  | 三等   | 華陽縣       | 今成都市城區（舊東城區） | 西川道          | 清代為成都府附郭華陽縣，辛亥革命後廢縣留府，府僅轄原成都、華陽2縣地。民國2年（1913年）2月廢府復置縣。 |
| 第一區     | 溫江縣     | 07006  | 二等   | 崇慶縣       | 今崇州市駐地崇陽街道 | 西川道          | 清代為崇慶州，民國2年（1913年）2月改置縣。 |
| 第一區     | 溫江縣     | 07008  | 三等   | 雙流縣       | 今成都市雙流區駐地東升街道 | 西川道          | |
| 第一區     | 溫江縣     | 07009  | 三等   | 新都縣       | 今成都市新都區駐地新都街道 | 西川道          | |
| 第一區     | 溫江縣     | 07012  | 三等   | 溫江縣       | 今成都市溫江區柳城街道 | 西川道          | |
| 第一區     | 溫江縣     | 07013  | 四等   | 新繁縣       | 今成都市新都區西北新繁街道 | 西川道          | |
| 第一區     | 溫江縣     | 07014  | 二等   | 金堂縣       | 城廂鎮（今成都市青白江區城廂鎮） | 西川道          | |
| 第一區     | 溫江縣     | 07015  | 三等   | 灌縣         | 今都江堰市駐地灌口街道 | 西川道          | |
| 第一區     | 溫江縣     | 07016  | 三等   | 郫縣         | 今成都市郫都區駐地郫筒街道 | 西川道          | |
| 第一區     | 溫江縣     | 07019  | 三等   | 新津縣       | 今成都市新津區駐地五津街道 | 西川道          | |
| 第一區     | 溫江縣     | 07017  | 二等   | 彭縣         | 今彭州市駐地天彭街道 | 西川道          | |
| 第一區     | 溫江縣     | 07018  | 四等   | 崇寧縣       | 今成都市郫都區西北唐昌鎮 | 西川道          | |
| 第二區     | 資中縣     | 07004  | 一等   | 簡陽縣       | 今簡陽市駐地簡城街道 | 西川道          | 清代為簡州，民國2年（1913年）2月改置縣並改名。 |
| 第二區     | 資中縣     | 07075  | 一等   | 榮縣         | 今榮縣駐地旭陽鎮 | 建昌道          | |
| 第二區     | 資中縣     | 07076  | 二等   | 威遠縣       | 今威遠縣駐地嚴陵鎮 | 建昌道          | |
| 第二區     | 資中縣     | 07094  | 二等   | 資陽縣       | 今資陽市雁江區 | 永寧道          | |
| 第二區     | 資中縣     | 07095  | 四等   | 井研縣       | 今井研縣駐地研城街道 | 永寧道          | |
| 第二區     | 資中縣     | 07096  | 一等   | 內江縣       | 今內江市東興區 | 永寧道          | |
| 第二區     | 資中縣     | 07111  | 一等   | 資中縣       | 今資中縣駐地重龍鎮 | 永寧道          | 清代為資州直隸州，民國2年（1913年）2月改置縣並改名，因在資水之中得名。 |
| 第二區     | 資中縣     | 07123  | 一等   | 仁壽縣       | 今仁壽縣駐地文林街道 | 嘉陵道          | |
| 第三區     | 巴縣       | 07028  | 一等   | 巴縣         | 今重慶市渝中區解放東路；民國28年（1939年），按國民政府令，縣政府遷至市外辦公，暫住人和鄉（今重慶市九龍坡區華岩鎮），民國30年（1941年）遷駐新治李家沱馬王坪（今重慶市巴南區李家沱街道） | 東川道 (駐地)   | 清代為重慶府附郭巴縣，辛亥革命後廢縣留府，府僅轄原巴縣地。民國2年（1913年）2月廢府復置縣。 |
| 第三區     | 巴縣       | 07029  | 一等   | 江津縣       | 城關鎮（今重慶市江津區幾江街道） | 東川道          | |
| 第三區     | 巴縣       | 07030  | 一等   | 合川縣       | 西南鎮（今重慶市合川區） | 東川道          | 清代為合州，民國二年（1913年）2月改置縣並改名。因古縣名得名。 |
| 第三區     | 巴縣       | 07031  | 二等   | 江北縣       | 江北城（今重慶市江北區南江北城街道），民國28年（1939年）遷兩路口（今重慶市渝北區雙鳳橋街道）。民國33年（1944年）遷治大竹林（大石場，重慶市渝北區西南大竹林街道）。                     | 東川道          | 清代為江北廳，民國2年（1913年）2月改置縣。 |
| 第三區     | 巴縣       | 07041  | 二等   | 永川縣       | 今重慶市永川區 | 東川道          | |
| 第三區     | 巴縣       | 07042  | 二等   | 榮昌縣       | 昌元鎮（今重慶市榮昌縣城區） | 東川道          | |
| 第三區     | 巴縣       | 07043  | 二等   | 綦江縣       | 古南鎮（今重慶市綦江區） | 東川道          | |
| 第三區     | 巴縣       | 07056  | 二等   | 銅梁縣       | 巴川鎮（今重慶市銅梁區） | 東川道          | |
| 第三區     | 巴縣       | 07057  | 三等   | 大足縣       | 西城鎮（今重慶市大足區駐地龍崗街道） | 東川道          | |
| 第三區     | 巴縣       | 07058  | 二等   | 璧山縣       | 城中鎮（今重慶市璧山區駐地璧城街道） | 東川道          | |
| 第三區     | 巴縣       | 07147  | 不適用 | 北碚管理局   | 朝陽鎮（今重慶市北碚區東北朝陽街道） | (東川道)        | 民國12年（1923年）以江北、巴、璧山、合川4縣交界的嘉陵江小三峽地區設「江巴璧合四縣峽防團務局」。民國25年（1936年）經國民政府行政院批准，成立「嘉陵江三峽鄉村建設實驗區」；4月1日將江北縣文星鄉、二岩鄉、黃桷鎮，璧山縣澄江鎮，巴縣北碚場（北碚鄉），合川縣沙溪廟（白廟鄉）劃歸該區。實驗區同縣政府待遇，但各鄉鎮聯保主任仍由原管縣政府委任。民國31年（1942年）3月，經國民政府行政院批准，改實驗區為北碚管理局，管理局「照一等縣設置，組織和權責與一般縣政府相同」。遂成為完全的縣一級地方政區。自此，北碚鄉更名為朝陽鎮。旋分朝陽鎮地置金剛鄉、龍鳳鄉。局名係因北碚市街北面有一石梁伸入河中，被水切斷，成一魚形巨石，屹立江心，當地居民稱為碚石，故名北碚。 |
| 第四區     | 眉山縣     | 07071  | 四等   | 洪雅縣       | 今洪雅縣駐地洪川鎮 | 建昌道          | |
| 第四區     | 眉山縣     | 07073  | 四等   | 夾江縣       | 今夾江縣駐地漹城鎮 | 建昌道          | |
| 第四區     | 眉山縣     | 07077  | 二等   | 眉山縣       | 今眉山市東坡區（舊東坡鎮） | 建昌道          | 清代為眉州直隸州，民國2年（1913年）2月改置縣並改名，因峨眉山得名。 |
| 第四區     | 眉山縣     | 07078  | 五等   | 丹稜縣       | 今丹稜縣駐地丹稜鎮 | 建昌道          | |
| 第四區     | 眉山縣     | 07080  | 五等   | 名山縣       | 今雅安市名山區駐地蒙陽街道 | 建昌道          | |
| 第四區     | 眉山縣     | 07082  | 六等   | 青神縣       | 青神縣駐地青城鎮 | 建昌道          | |
| 第四區     | 眉山縣     | 07083  | 一等   | 邛崍縣       | 今邛崍市駐地臨邛街道 | 建昌道          | 清代為邛州直隸州，民國2年（1913年）2月改置縣並改名，因縣南邛崍山得名。 |
| 第四區     | 眉山縣     | 07084  | 三等   | 大邑縣       | 今大邑縣駐地晉原街道 | 建昌道          | |
| 第四區     | 眉山縣     | 07085  | 四等   | 蒲江縣       | 今蒲江縣駐地鶴山街道 | 建昌道          | |
| 第四區     | 眉山縣     | 07101  | 四等   | 彭山縣       | 今眉山市彭山區駐地鳳鳴鎮 | 永寧道          | |
| 第五區     | 樂山縣     | 07070  | 二等   | 樂山縣       | 今樂山市城區 | 建昌道          | 清代為嘉定府附郭樂山縣，辛亥革命後廢縣留府，府僅轄原樂山縣地。民國2年（1913年）2月廢府復置縣。 |
| 第五區     | 樂山縣     | 07072  | 四等   | 峨邊縣       | 今峨邊彝族自治縣西南大堡鎮 | 建昌道          | 清代為峨邊廳，因境內各族雜居，且地處邊隀，民國2年（1913年）2月四川全境府州廳改置縣時，仍保留廳制，至民國3年（1914年）6月才改置縣。 |
| 第五區     | 樂山縣     | 07074  | 二等   | 犍為縣       | 今犍為縣駐地玉津鎮 | 建昌道          | |
| 第五區     | 樂山縣     | 07081  | 三等   | 峨眉縣       | 今峨眉山市駐地綏山鎮 | 建昌道          | |
| 第五區     | 樂山縣     | 07098  | 四等   | 雷波縣       | 今雷波縣駐地錦城鎮 | 永寧道          | 清代為雷波廳，因境內各族雜居，且地處邊隀，民國2年（1913年）2月四川全境府州廳改置縣時，仍保留廳制，至民國3年（1914年）6月才改置縣。 |
| 第五區     | 樂山縣     | 07106  | 三等   | 屏山縣       | 治今屏山縣駐地錦屏鎮；民國13年（1924年）遷沐川（今沐川縣沐溪鎮）；民國15年（1926年）遷回屏山鎮                                                                                         | 永寧道          | |
| 第五區     | 樂山縣     | 07107  | 四等   | 馬邊縣       | 今馬邊彝族自治縣駐地民建鎮 | 永寧道          | 清代為馬邊廳，因境內各族雜居，且地處邊隀，民國2年（1913年）2月四川全境府州廳改置縣時，仍保留廳制，至民國3年（1914年）6月才改置縣。 |
| 第五區     | 樂山縣     | 07141  | 五等   | 沐川縣       | 沐川（隆華寺，今沐川縣駐地沐溪鎮） | (永寧道)        | 民國29年（1940年）12月析屏山縣北部置沐川設治局，因境內有沐川，故名。民國31年（1942年）2月改置為縣。 |
| 第六區     | 宜賓縣     | 07087  | 一等   | 宜賓縣       | 今宜賓市翠屏區 | 永寧道          | 清代為敘州府附郭宜賓縣，辛亥革命後廢縣留府，府僅轄原宜賓縣地。民國2年（1913年）2月廢府復置縣。 |
| 第六區     | 宜賓縣     | 07088  | 四等   | 慶符縣       | 今高縣北慶符鎮 | 永寧道          | |
| 第六區     | 宜賓縣     | 07091  | 三等   | 南溪縣       | 今宜賓市南溪區駐地南溪鎮 | 永寧道          | |
| 第六區     | 宜賓縣     | 07092  | 六等   | 筠連縣       | 今筠連縣駐地筠連鎮 | 永寧道          | |
| 第六區     | 宜賓縣     | 07093  | 五等   | 珙縣         | 今珙縣駐地珙泉鎮 | 永寧道          | |
| 第六區     | 宜賓縣     | 07102  | 四等   | 高縣         | 今高縣駐地文江鎮 | 永寧道          | |
| 第六區     | 宜賓縣     | 07103  | 四等   | 長寧縣       | 城廂鎮（今長寧縣南雙河鎮 ） | 永寧道          | |
| 第六區     | 宜賓縣     | 07104  | 五等   | 興文縣       | 民國元年（1912年）治建武城（今興文縣西南石海鎮），民國2年（1913年）遷今興文縣西僰王山鎮）                                                                                              | 永寧道          | |
| 第六區     | 宜賓縣     | 07110  | 三等   | 江安縣       | 今江安縣駐地江安鎮 | 永寧道          | |
| 第六區     | 宜賓縣     | 07144  | 未定   | 沐愛縣       | 沐愛鎮（博愛鎮，今筠連縣東南沐愛鎮） | (永寧道)        | 民國33年（1944年）10月析高縣置沐愛設治局。民國37年（1948年）12月1日改置為縣。 |
| 第七區     | 瀘縣       | 07086  | 一等   | 瀘縣         | 今瀘州市江陽區 | 永寧道 (駐地)   | 清代為瀘州直隸州，民國2年（1913年）2月改置縣。 |
| 第七區     | 瀘縣       | 07089  | 一等   | 富順縣       | 今富順縣駐地富世街道 | 永寧道          | |
| 第七區     | 瀘縣       | 07097  | 二等   | 敘永縣       | 今敘永縣駐地敘永鎮 | 永寧道          | 清代為永寧直隸州，民國2年（1913年）2月改置縣並改名。 |
| 第七區     | 瀘縣       | 07099  | 五等   | 古宋縣       | 今興文縣駐地古宋鎮 | 永寧道          | |
| 第七區     | 瀘縣       | 07100  | 三等   | 古藺縣       | 今古藺縣駐地古藺鎮 | 永寧道          | |
| 第七區     | 瀘縣       | 07105  | 二等   | 隆昌縣       | 今隆昌市駐地金鵝街道 | 永寧道          | |
| 第七區     | 瀘縣       | 07108  | 二等   | 合江縣       | 今合江縣駐地符陽街道 | 永寧道          | |
| 第七區     | 瀘縣       | 07109  | 五等   | 納谿縣       | 今瀘州市納溪區 | 永寧道          | |
| 第八區     | 彭水縣     | 07044  | 三等   | 南川縣       | 隆化鎮（今重慶市南川區） | 東川道          | |
| 第八區     | 彭水縣     | 07052  | 二等   | 酉陽縣       | 鐘多鎮（今重慶市酉陽土家族苗族自治縣駐地桃花源街道） | 東川道          | 清代為酉陽直隸州，民國2年（1913年）2月改置縣。 |
| 第八區     | 彭水縣     | 07054  | 二等   | 秀山縣       | 中和鎮（今重慶市秀山土家族苗族自治縣城區） | 東川道          | |
| 第八區     | 彭水縣     | 07055  | 三等   | 黔江縣       | 三多鎮（今重慶市黔江區） | 東川道          | |
| 第八區     | 彭水縣     | 07059  | 一等   | 涪陵縣       | 今重慶市涪陵區荔枝街道 | 東川道          | 清代為涪州，民國2年（1913年）2月改置縣。因古縣名得名。 |
| 第八區     | 彭水縣     | 07060  | 五等   | 武隆縣       | 巷口鎮（今重慶市武隆區駐地巷口鎮） | (東川道)        | 民國30年（1941年）10月析涪陵縣第五區置武隆設治局。境內有武龍山(武隆山)，故名。民國33年（1944年）8月改置縣。 |
| 第八區     | 彭水縣     | 07068  | 三等   | 彭水縣       | 漢葭鎮（今重慶市彭水苗族土家族自治縣城區） | 東川道          | |
| 第八區     | 彭水縣     | 07069  | 二等   | 酆都縣       | 名山鎮（今重慶市豐都縣北名山街道） | 東川道          | |
| 第八區     | 彭水縣     | 07146  | 不適用 | 農祥設治局   | 龍潭鎮（今重慶市酉陽土家族苗族自治縣東南龍潭鎮） | (東川道)        | 民國34年（1945年）11月析酉陽、秀山2縣地置。民國37年（1948年）時尚未成立。 |
| 第九區     | 萬縣       | 07033  | 二等   | 奉節縣       | 永安鎮（今重慶市奉節縣駐地永安鎮） | 東川道          | 清代為夔州府附郭奉節縣，辛亥革命後廢縣留府，府僅轄原奉節縣地。民國2年（1913年）2月廢府復置縣。 |
| 第九區     | 萬縣       | 07045  | 四等   | 巫山縣       | 中和鎮（今重慶市巫山縣城區） | 東川道          | |
| 第九區     | 萬縣       | 07046  | 二等   | 雲陽縣       | 中心鎮（今重慶市雲陽縣東雲陽鎮） | 東川道          | |
| 第九區     | 萬縣       | 07047  | 一等   | 萬縣         | 今重慶市萬州區 | 東川道          | |
| 第九區     | 萬縣       | 07048  | 二等   | 開縣         | 城廂鎮（今重慶市開州區駐地漢豐街道） | 東川道          | |
| 第九區     | 萬縣       | 07049  | 四等   | 巫溪縣       | 城廂鎮（今重慶市巫溪縣駐地城廂鎮） | 東川道          | 清代為大寧縣，因與山西省縣名重名，民國3年（1914年）1月改名。縣境有巫溪水，故名。 |
| 第九區     | 萬縣       | 07053  | 三等   | 石砫縣       | 南賓鎮（今重慶市石柱土家族自治縣駐地南賓鎮） | 東川道          | 清代為石砫直隸廳，民國2年（1913年）2月改置縣。 |
| 第九區     | 萬縣       | 07067  | 五等   | 城口縣       | 復興鎮（今重慶市城口縣城區） | 東川道          | 清代為城口廳，民國2年（1913年）2月改置縣。 |
| 第九區     | 萬縣       | 07079  | 二等   | 忠縣         | 城鄉鎮（今重慶市忠縣駐地忠州鎮） | 建昌道          | 清代為忠州直隸州，民國2年（1913年）2月改置縣。 |
| 第九區     | 萬縣       | 不適用 | 不適用 | 萬縣市       | 今重慶市萬州區 | (東川道)        | 民國17年（1928年）11月四川省政府萬縣城區設萬縣市，民國24年（1935年）撤銷。 |
| 第十區     | 大竹縣     | 07040  | 二等   | 長壽縣       | 城廂鄉（今重慶市長壽區鳳城街道） | 東川道          | |
| 第十區     | 大竹縣     | 07050  | 四等   | 墊江縣       | 桂陽鎮（今重慶市墊江縣駐地桂溪街道） | 東川道          | |
| 第十區     | 大竹縣     | 07051  | 二等   | 梁山縣       | 中城鎮（今重慶市梁平區） | 東川道          | |
| 第十區     | 大竹縣     | 07063  | 一等   | 渠縣         | 渠江鎮（今渠縣駐地渠江街道） | 東川道          | |
| 第十區     | 大竹縣     | 07064  | 二等   | 大竹縣       | 城區鎮（今大竹縣駐地竹陽街道） | 東川道          | |
| 第十區     | 大竹縣     | 07119  | 一等   | 廣安縣       | 城廂鎮（今廣安市廣安區） | 嘉陵道          | 清代為廣安州，民國2年（1913年）2月改置縣。 |
| 第十區     | 大竹縣     | 07127  | 三等   | 鄰水縣       | 鼎屏鎮（今鄰水縣駐地鼎屏鎮） | 嘉陵道          | |
| 第十一區   | 南充縣     | 07032  | 三等   | 武勝縣       | 貓兒壩（中心鎮，今武勝縣西南中心鎮） | 東川道          | 清代為定遠縣，因與安徽、陝西、雲南三省縣名重名，民國3年（1914年）1月改名。元代置武勝軍於此，且縣東有武勝山，故名。 |
| 第十一區   | 南充縣     | 07113  | 一等   | 南充縣       | 今南充市順慶區 | 嘉陵道          | 清代為順慶府附郭南充縣，辛亥革命後廢縣留府，府僅轄原南充縣地。民國2年（1913年）2月廢府復置縣。 |
| 第十一區   | 南充縣     | 07118  | 四等   | 蓬安縣       | 今蓬安縣西錦屏鎮 | 嘉陵道          | 清代為蓬州，民國2年（1913年）2月改置縣並改名。 |
| 第十一區   | 南充縣     | 07124  | 四等   | 西充縣       | 今西充縣駐地晉城鎮 | 嘉陵道          | |
| 第十一區   | 南充縣     | 07125  | 三等   | 營山縣       | 今營山縣駐地朗池街道 | 嘉陵道          | |
| 第十一區   | 南充縣     | 07126  | 四等   | 儀隴縣       | 今儀隴縣駐地金城鎮 | 嘉陵道          | |
| 第十一區   | 南充縣     | 07128  | 一等   | 岳池縣       | 今岳池縣駐地九龍鎮 | 嘉陵道          | |
| 第十一區   | 南充縣     | 07130  | 二等   | 南部縣       | 南隆鎮（今南部縣駐地南隆街道） | 嘉陵道          | |
| 第十二區   | 遂寧縣     | 07120  | 一等   | 三台縣       | 今三台縣駐地潼川鎮 | 嘉陵道          | 清代為潼川府附郭三台縣，辛亥革命後廢縣留府，府僅轄原三台縣地。民國2年（1913年）2月廢府復置縣。 |
| 第十二區   | 遂寧縣     | 07121  | 三等   | 射洪縣       | 今射洪市西北金華鎮 | 嘉陵道          | |
| 第十二區   | 遂寧縣     | 07122  | 四等   | 鹽亭縣       | 今鹽亭縣駐地雲溪鎮 | 嘉陵道          | |
| 第十二區   | 遂寧縣     | 07134  | 一等   | 中江縣       | 今中江縣駐地凱江鎮 | 嘉陵道          | |
| 第十二區   | 遂寧縣     | 07135  | 一等   | 遂寧縣       | 今遂寧市城區 | 嘉陵道          | |
| 第十二區   | 遂寧縣     | 07136  | 三等   | 潼南縣       | 東安（城區鎮，今重慶市潼南區） | 嘉陵道          | 清代為東安縣，民國元年（1912年）3月四川民政長析遂寧、蓬溪2縣置，民國2年（1913年）3月報內務部備案。因與順天府、湖南、廣東縣名重名，民國3年（1914年）1月改名。因地處潼川府南，故名。 |
| 第十二區   | 遂寧縣     | 07137  | 一等   | 安岳縣       | 今安岳縣駐地岳陽鎮 | 嘉陵道          | |
| 第十二區   | 遂寧縣     | 07138  | 二等   | 蓬溪縣       | 今蓬溪縣駐地赤城鎮 | 嘉陵道          | |
| 第十二區   | 遂寧縣     | 07139  | 三等   | 樂至縣       | 今樂至縣駐地天池街道 | 嘉陵道          | |
| 第十三區   | 綿陽縣     | 07005  | 二等   | 廣漢縣       | 今廣漢市駐地雒城街道 | 西川道          | 清代為漢州，民國2年（1913年）2月改置縣並改名。因古廣漢郡名得名。 |
| 第十三區   | 綿陽縣     | 07007  | 三等   | 什邡縣       | 今什邡市城區方亭街道 | 西川道          | |
| 第十三區   | 綿陽縣     | 07021  | 四等   | 梓潼縣       | 今梓潼縣駐地文昌鎮 | 西川道          | |
| 第十三區   | 綿陽縣     | 07022  | 四等   | 羅江縣       | 萬安鎮（今德陽市羅江區駐地萬安鎮） | 西川道          | |
| 第十三區   | 綿陽縣     | 07023  | 四等   | 彰明縣       | 今江油市南彰明鎮 | 西川道          | |
| 第十三區   | 綿陽縣     | 07026  | 一等   | 綿陽縣       | 今綿陽市城區 | 西川道          | 清代為綿州直隸州，民國2年（1913年）2月改置縣並改名。因在綿山之南，故名。 |
| 第十三區   | 綿陽縣     | 07027  | 三等   | 德陽縣       | 今德陽市旌陽區 | 西川道          | |
| 第十三區   | 綿陽縣     | 07038  | 三等   | 安縣         | 今北川羌族自治縣駐地永昌鎮 | 西川道          | |
| 第十三區   | 綿陽縣     | 07039  | 二等   | 綿竹縣       | 今綿竹市駐地劍南街道 | 西川道          | |
| 第十四區   | 广元縣     | 07010  | 三等   | 江油縣       | 今江油市北武都鎮 | 西川道          | |
| 第十四區   | 广元縣     | 07011  | 六等   | 北川縣       | 治城（今北川羌族自治縣西北禹里鎮） | 西川道          | 清代為石泉縣，因與陝西省縣名重名，民國3年（1914年）1月改名。因後周置北川縣於此，故名。 |
| 第十四區   | 广元縣     | 07020  | 二等   | 平武縣       | 今平武縣駐地龍安鎮 | 西川道          | 清代為龍安府附郭平武縣，辛亥革命後廢縣留府，府僅轄原平武縣地。民國2年（1913年）2月廢府復置縣。 |
| 第十四區   | 广元縣     | 07112  | 三等   | 閬中縣       | 閬中城（今閬中市城區保寧街道） | 嘉陵道 (駐地)   | 清代為保寧府附郭閬中縣，辛亥革命後廢縣留府，府僅轄原閬中縣地。民國2年（1913年）2月廢府復置縣。 |
| 第十四區   | 广元縣     | 07117  | 三等   | 劍閣縣       | 今劍閣縣駐地普安鎮 | 嘉陵道          | 清代為劍州，民國2年（1913年）2月改置縣並改名，以古縣名得名。 |
| 第十四區   | 广元縣     | 07129  | 四等   | 蒼溪縣       | 今蒼溪縣駐地陵江鎮 | 嘉陵道          | |
| 第十四區   | 广元縣     | 07131  | 二等   | 廣元縣       | 今廣元市利州區 | 嘉陵道          | |
| 第十四區   | 广元縣     | 07132  | 未定   | 旺蒼縣       | 旺蒼霸（今旺蒼縣駐地東河鎮東北一帶） | (嘉陵道)        | 民國30年（1941年）10月析廣元縣第三區、第四區全部及第二區郭家鄉地置旺蒼設治局，因駐地旺蒼霸得名。民國34年（1945年）7月改置為縣。 |
| 第十四區   | 广元縣     | 07133  | 五等   | 昭化縣       | 今廣元市昭化區駐地西昭化鎮 | 嘉陵道          | |
| 第十四區   | 广元縣     | 07140  | 四等   | 青川縣       | 今青川縣駐地喬莊鎮 | (西川道)        | 民國30年（1941年）10月析平武縣置。 |
| 第十五區   | 達縣       | 07061  | 一等   | 達縣         | 綏定城（城守鎮，今達州市通川區） | 東川道          | 清代為綏定府附郭達縣，辛亥革命後廢縣留府，府僅轄原達縣地。民國二年（1913年）2月廢府復置縣。 |
| 第十五區   | 達縣       | 07062  | 三等   | 開江縣       | 今開江縣駐地新寧鎮 | 東川道          | 清代為新寧縣，因與湖南、廣東、廣西3省縣名重名，民國3年（1914年）1月改名。縣東有開江，為縣境諸水匯流之區，故名。 |
| 第十五區   | 達縣       | 07065  | 二等   | 宣漢縣       | 城守鎮（今宣漢縣駐地東鄉鎮） | 東川道          | 清代為東鄉縣，因與江西省縣名重名，民國3年（1914年）1月改名。漢置宣漢縣於此，故名。 |
| 第十五區   | 達縣       | 07066  | 三等   | 萬源縣       | 今萬源市駐地太平鎮 | 東川道          | 清代為太平縣，因與山西、安徽、浙江、江蘇4省縣名重名，民國3年（1914年）1月改名。縣東北有萬頃池，鄰縣之水多源於此，故名。 |
| 第十五區   | 達縣       | 07114  | 三等   | 通江縣       | 今通江縣駐地諾江鎮 | 嘉陵道          | 紅軍佔領期間，廢通江縣而置赤北、赤江、紅江3縣和苦草壩、洪口2特別區。民國24年（1935）春國軍進駐後，恢復通江縣。 |
| 第十五區   | 達縣       | 07115  | 四等   | 南江縣       | 今南江縣駐地南江鎮 | 嘉陵道          | |
| 第十五區   | 達縣       | 07116  | 一等   | 巴中縣       | 今巴中市巴州區 | 嘉陵道          | 清代為巴州，民國2年（1913年）2月改置縣並改名。 |
| 第十五區   | 達縣       | 07145  | 未定   | 平昌縣       | 江口鎮（今平昌縣駐地江口鎮） | (嘉陵道)        | 民國33年（1944年）10月析巴中縣置平昌設治局。民國35年（1946年）9月1日正式設立。民國37年（1948年）12月1日改置為縣。 |
| 第十六區   | 茂縣       | 07024  | 三等   | 茂縣         | 今茂縣駐地鳳儀鎮 | 西川道          | 清代為茂州直隸州，民國2年（1913年）2月改置縣。 |
| 第十六區   | 茂縣       | 07025  | 四等   | 汶川縣       | 今汶川縣西南綿虒鎮 | 西川道          | |
| 第十六區   | 茂縣       | 07034  | 四等   | 懋功縣       | 今小金縣駐地美興鎮 | 西川道          | 清代為懋功直隸廳，因境內各族雜居，且地處邊隀，民國2年（1913年）2月四川全境府州廳改置縣時，仍保留廳制，至民國3年（1914年）6月才改置縣。 |
| 第十六區   | 茂縣       | 07035  | 三等   | 靖化縣       | 今金川縣駐地金川鎮 | (西川道)        | 民國25年（1936年）10月以懋功縣綏靖、崇化兩屯及綽斯甲布土司地置縣。 |
| 第十六區   | 茂縣       | 07036  | 二等   | 松潘縣       | 今松潘縣駐地進安鎮 | 西川道          | 清代為松潘直隸廳，因境內各族雜居，且地處邊隀，民國2年（1913年）2月四川全境府州廳改置縣時，仍保留廳制，至民國3年（1914年）6月才改置縣。 |
| 第十六區   | 茂縣       | 07037  | 二等   | 理縣         | 薛城（今理縣東北薛城鎮） | 西川道          | 清代為理番直隸廳，因境內各族雜居，且地處邊隀，民國2年（1913年）2月四川全境府州廳改置縣時，仍保留廳制，至民國3年（1914年）6月才改置為理蕃縣。因縣名取「治理蕃民」之義，含有對少數民族侮辱之意，民國34年（1945年）12月改名。 |
| 第十六區   | 茂縣       | 07142  | 不適用 | 興中設治局   | 古潘州（今若爾蓋縣東北求吉鄉） | (西川道)        | 民國30年（1941年）3月析松潘縣黃勝關以外地方置。民國37年（1948年）時尚未成立。 |
| 第十六區   | 茂縣       | 07143  | 不適用 | 麥桑設治局   | 麥桑（中阿壩，今阿壩縣駐地阿壩鎮） | (西川道)        | 民國30年（1941年）3月析松潘縣黃勝關以外地方置。民國37年（1948年）時尚未成立。 |
| 邊東道     | 康定縣     | 不適用 | 不適用 | 康定縣       | 打箭爐（今康定市駐地爐城街道） |                 | 清代為康定府直轄地，民國2年（1913年）3月廢府改縣。民國3年（1914年）改隸川邊特別區。 |
| 邊東道     | 康定縣     | 不適用 | 不適用 | 安良縣       | 安良壩（今康定縣西瓦澤鄉安良壩村） |                 | 清代擬在康定府西境設安良廳，因辛亥革命爆發未能實行。民國元年（1912年）擬設安良縣，民國2年（1913年）3月置縣，不久即裁撤，併入康定縣。 |
| 邊東道     | 康定縣     | 不適用 | 不適用 | 化林縣       | 化林坪（約在今瀘定縣南興隆鎮化林村） |                 | 民國元年（1912）析康定府東南沈邊土司化林營置縣，民國3年（1914年）裁為瀘定縣化林縣佐。 |
| 邊東道     | 康定縣     | 不適用 | 不適用 | 巴安縣       | 巴塘（今巴塘縣駐地夏邛鎮） |                 | 清代為巴安府直轄地，民國2年（1913年）3月廢府改縣。民國3年（1914年）改隸川邊特別區。 |
| 邊東道     | 康定縣     | 不適用 | 不適用 | 義敦縣       | 三壩（義敦故治，今巴塘縣東南波密鄉東南一帶） |                 | 清代為三壩廳，民國2年（1913年）3月廢廳改縣。民國3年（1914年）改隸川邊特別區。 |
| 邊東道     | 康定縣     | 不適用 | 不適用 | 九龍設治委員 | 九龍（今九龍縣駐地呷爾鎮） |                 | 民國元年（1912年）由康定縣南境土司置。民國3年（1914年）改隸川邊特別區。 |
| 邊東道     | 康定縣     | 不適用 | 不適用 | 瀘定縣       | 橋頭（河東鄉，今瀘定縣駐地瀘橋鎮） |                 | 清代為康定府瀘定橋巡檢司轄境，民國元年（1912年）6月改置縣，民國2年（1913年）3月列表報內務部。民國3年（1914年）改隸川邊特別區。 |
| 邊東道     | 康定縣     | 不適用 | 不適用 | 雅江縣       | 河口鄉（今雅江縣駐地河口鎮） |                 | 清代為河口縣，民國2年（1913年）3月改名。民國3年（1914年）改隸川邊特別區。 |
| 邊東道     | 康定縣     | 不適用 | 不適用 | 道孚縣       | 鮮水（今道孚縣駐地鮮水鎮） |                 | 清宣統三年（1911年）置道隖委員，民國2年（1913年）3月改置縣。民國3年（1914年）改隸川邊特別區。 |
| 邊東道     | 康定縣     | 不適用 | 不適用 | 理化縣       | 裡塘（今理塘縣駐地高城鎮） |                 | 清代為裏化廳，民國元年（1912年）稱理化府，民國2年（1913年）3月廢府改縣。民國3年（1914年）改隸川邊特別區。 |
| 邊東道     | 康定縣     | 不適用 | 不適用 | 懷柔縣       | 中瞻對（今新龍縣駐地茹龍鎮） |                 | 清代為瞻對委員轄地，民國元年（1912年）置縣。民國3年（1914年）改隸川邊特別區。 |
| 邊東道     | 康定縣     | 不適用 | 不適用 | 稻城縣       | 稻壩（今稻城縣駐地金珠鎮東上茹布村） |                 | 民國3年（1914年）改隸川邊特別區。 |
| 邊東道     | 康定縣     | 不適用 | 不適用 | 貢噶縣       | 貢噶嶺（今稻城縣南赤土鄉） |                 | 民國二年（1913年）3月以稻城縣貢噶縣丞轄境置貢噶縣，旋併入稻城縣。 |
| 邊東道     | 康定縣     | 不適用 | 不適用 | 鹽井縣       | 蒲丁村（今芒康縣駐地嘎托鎮） |                 | 民國3年（1914年）改隸川邊特別區。 |
| 邊東道     | 康定縣     | 不適用 | 不適用 | 甘孜縣       | 甘孜（今甘孜縣駐地甘孜鎮） |                 | 清代為甘孜州，民國二年（1913年）3月廢州改縣。民國3年（1914年）改隸川邊特別區。 |
| 邊東道     | 康定縣     | 不適用 | 不適用 | 鑪霍縣       | 老街（今爐霍縣駐地新都鎮西北老街） |                 | 清代為爐霍屯委員'轄地，民國元年（1912年）改置縣。民國3年（1914年）改隸川邊特別區。 |
| 邊東道     | 康定縣     | 不適用 | 不適用 | 丹巴縣       | 章章谷屯（今丹巴縣駐地章谷鎮南白呷依村） |                 | 清代為丹東、巴底、巴旺三土司轄境，民國元年（1912年）置丹巴設治委員，民國3年（1914年）改置縣；同年改隸川邊特別區。 |
| 邊東道     | 康定縣     | 不適用 | 不適用 | 定鄉縣       | 仲得村（桑坡寺，今鄉城縣駐地香巴拉鎮） |                 | 民國3年（1914年）改隸川邊特別區。 |
| 邊西道     | 昌都縣     | 不適用 | 不適用 | 昌都縣       | 察木多（今西藏自治區昌都縣駐地城關鎮） |                 | 清代在昌都地方設察木多理事官，民國2年（1913年）3月置縣。民國3年（1914年）改隸川邊特別區。 |
| 邊西道     | 昌都縣     | 不適用 | 不適用 | 寧靜縣       | 江卡（今西藏自治區芒康縣駐地嘎托鎮） |                 | 清宣統三年（1911年）置江卡委員，民國元年（1912年）置縣。民國3年（1914年）改隸川邊特別區。 |
| 邊西道     | 昌都縣     | 不適用 | 不適用 | 察雅縣       | 乍丫（今西藏自治區察雅縣駐地煙多鎮） |                 | 清宣統三年（1911年）置乍丫理事，民國元年（1912年）置縣。察雅，藏語意為岩檐，即地有山峰，下瞰如檐，故名。民國3年（1914年）改隸川邊特別區。 |
| 邊西道     | 昌都縣     | 不適用 | 不適用 | 德榮縣       | 索美村（今得榮縣駐地松麥鎮） |                 | 清宣統三年（1911年）置德榮委員，民國2年（1913年）3月置縣。民國3年（1914年）改隸川邊特別區。 |
| 邊西道     | 昌都縣     | 不適用 | 不適用 | 武成縣       | 中岩（西藏自治區貢覺縣東南雄松鄉） |                 | 清宣統三年（1911年）置三岩委員，民國元年（1912年）置縣。民國3年（1914年）改隸川邊特別區。 |
| 邊西道     | 昌都縣     | 不適用 | 不適用 | 德格縣       | 城關（今德格縣駐地更慶鎮） |                 | 清代為德化州，民國2年（1913年）3月廢州改置德化縣。因與福建、江西2省縣名重，民國三年（1914年）1月改名。民國3年（1914年）改隸川邊特別區。 |
| 邊西道     | 昌都縣     | 不適用 | 不適用 | 同普縣       | 同普（今西藏自治區江達縣東北同普鄉） |                 | 民國3年（1914年）改隸川邊特別區。 |
| 邊西道     | 昌都縣     | 不適用 | 不適用 | 貢縣         | 貢覺（今西藏自治區貢覺縣駐地莫洛鎮南） |                 | 清宣統三年（1911年）設貢覺委員，民國2年（1913年）3月置縣。民國3年（1914年）改隸川邊特別區。 |
| 邊西道     | 昌都縣     | 不適用 | 不適用 | 察隅縣       | 雜貐（今西藏自治區察隅縣西下察隅鎮） |                 | 清宣統三年（1911年）設雜瑜委員，民國2年（1914年）3月置縣。民國3年（1914年）改隸川邊特別區。 |
| 邊西道     | 昌都縣     | 不適用 | 不適用 | 科麥縣       | 桑昂（今西藏自治區察隅縣北古玉鄉一帶） |                 | 原屬西藏桑昂曲宗管轄，清宣統三年（1911年）設桑昂委員，民國2年（1913年）3月置縣。民國3年（1914年）改隸川邊特別區。 |
| 邊西道     | 昌都縣     | 不適用 | 不適用 | 恩達縣       | 恩達塘（今西藏自治區類烏齊縣駐地桑多鎮南恩達村） |                 | 清代為察木多屬地，民國元年（1912年）置恩達設治委員。民國2年（1913年）3月置縣。民國3年（1914年）改隸川邊特別區。 |
| 邊西道     | 昌都縣     | 不適用 | 不適用 | 石渠縣       | 雜渠卡（今石渠縣駐地尼呷鎮南菊母村） |                 | 民國3年（1914年）改隸川邊特別區。 |
| 邊西道     | 昌都縣     | 不適用 | 不適用 | 嘉黎縣       | 拉里（今西藏自治區嘉黎縣東北嘉黎鎮） |                 | 原為阿里寺黑教呼圖克圖管轄地，清宣統三年（1911年）擬設流官，因辛亥革命爆發未能實行。民國元年（1912年）尹昌衡擬設嘉黎縣，民國2年（1913年）3月置縣，然因為西藏佔領，未能實行。民國3年（1914年）改隸川邊特別區。 |
| 邊西道     | 昌都縣     | 不適用 | 不適用 | 碩督縣       | 碩般多（今西藏自治區洛隆縣西碩督鎮） |                 | 民國元年（1912年）尹昌衡擬置碩督府。民國2年（1913年）3月以碩班多地方置縣，然因為西藏佔領，未能實行。民國3年（1914年）改隸川邊特別區。 |
| 邊西道     | 昌都縣     | 不適用 | 不適用 | 太昭縣       | 江達尚（今西藏自治區工布江達縣西北江達鄉） |                 | 本為江達地方。民國元年（1912年）尹昌衡擬置太昭府，嗣後通稱為太昭縣。民國2年（1913年）3月置縣。民國3年（1914年）改隸川邊特別區。 |
| 邊西道     | 昌都縣     | 不適用 | 不適用 | 鄧柯縣       | 登科（今石渠縣南洛須鎮） |                 | 清代為登科府，民國2年（1913年）3月廢府改縣。民國3年（1914年）改隸川邊特別區。 |
| 邊西道     | 昌都縣     | 不適用 | 不適用 | 白玉縣       | 白玉（今白玉縣駐地建設鎮） |                 | 清代為白玉州，民國2年（1913年）3月廢州改縣。民國3年（1914年）改隸川邊特別區。 民國27年（1938年）9月改隸西康省。 |
| 第十七區   | 雅安縣     | 不適用 | 不適用 | 雅安縣       | 雅州城（城廂鎮，今雅安市城區） | 建昌道 (駐地)   | 清代為雅州府附郭雅安縣，辛亥革命後廢縣留府，府僅轄原雅安縣地。民國2年（1913年）2月廢府復置縣。民國27年（1938年）9月改隸西康省。 |
| 第十七區   | 雅安縣     | 不適用 | 不適用 | 蘆山縣       | 蘆陽鎮（今蘆山縣駐地蘆陽街道） | 建昌道          | |
| 第十七區   | 雅安縣     | 不適用 | 不適用 | 寶興縣       | 穆坪（北城鎮，今寶興縣駐地穆坪鎮） | 建昌道          | 民國17年（1928年）析天全縣北部穆坪土司轄地置穆坪設治局，民國18年（1929年）12月與天全縣第6區合併置縣。民國27年（1938年）9月改隸西康省。 |
| 第十七區   | 雅安縣     | 不適用 | 不適用 | 天全縣       | 城廂鎮（今天全縣東城廂鎮） | 建昌道          | 清代為天全州，民國2年（1913年）2月廢州改縣。民國27年（1938年）9月改隸西康省。 |
| 第十七區   | 雅安縣     | 不適用 | 不適用 | 滎經縣       | 城東鎮（今滎經縣駐地嚴道街道） | 建昌道          | 一作榮經縣。民國27年（1938年）9月改隸西康省。 |
| 第十七區   | 雅安縣     | 不適用 | 不適用 | 漢源縣       | 清溪鎮（今漢源縣北清溪鎮） | 建昌道          | 清代為清溪縣，因與貴州省名重名，民國3年（1914年）1月改名。民國27年（1938年）9月改隸西康省。 |
| 第十七區   | 雅安縣     | 不適用 | 不適用 | 金湯設治局   | 金湯壩（湯壩村，今康定縣東北金湯鎮寇家河壩村） | (建昌道)        | 民國21年（1932年）6月析寶興縣西部上魚通地方置。民國27年（1938年）9月改隸西康省。 |
| 第十八區   | 西昌縣     | 不適用 | 不適用 | 西昌縣       | 寧遠城（城廂鎮，今西昌市城區） | 建昌道          | 清代為寧遠府附郭西昌縣，辛亥革命後廢縣留府，府僅轄原西昌縣地。民國2年（1913年）2月廢府復置縣。民國27年（1938年）9月改隸西康省。 |
| 第十八區   | 西昌縣     | 不適用 | 不適用 | 鹽源縣       | 衛城鎮（今鹽源縣東衛城鎮） | 建昌道          | 民國27年（1938年）9月改隸西康省。 |
| 第十八區   | 西昌縣     | 不適用 | 不適用 | 寧南縣       | 披砂（今寧南縣駐地披砂鎮） | 建昌道          | 民國17年（1928年）析會理縣東北披砂土千戶轄地置披砂設治局，民國19年（1930年）4月改置寧南縣。民國27年（1938年）9月改隸西康省。 |
| 第十八區   | 西昌縣     | 不適用 | 不適用 | 冕寧縣       | 今冕寧縣駐地城廂鎮） | 建昌道          | 民國27年（1938年）9月改隸西康省。 |
| 第十八區   | 西昌縣     | 不適用 | 不適用 | 昭覺縣       | 今昭覺縣駐地新城鎮 | 建昌道          | 民國27年（1938年）9月改隸西康省。 |
| 第十八區   | 西昌縣     | 不適用 | 不適用 | 會理縣       | 內東鎮（今會理市駐地城關鎮） | 建昌道          | 清代為會理州，民國2年（1913年）2月廢州改縣。民國27年（1938年）9月改隸西康省。 |
| 第十八區   | 西昌縣     | 不適用 | 不適用 | 鹽邊縣       | 健康鎮（今鹽邊縣西北二灘水電站） | 建昌道          | 清代為鹽邊廳，民國2年（1913年）2月廢廳改縣。民國27年（1938年）9月改隸西康省。 |
| 第十八區   | 西昌縣     | 不適用 | 不適用 | 越嶲縣       | 城廂鎮（今越西縣駐地越城鎮） | 建昌道          | 清代為越嶲廳，民國2年（1913年）6月廢廳改縣。民國27年（1938年）9月改隸西康省。 |
| 第十八區   | 西昌縣     | 不適用 | 不適用 | 寧東設治局   | 米市（今喜德縣東南米市鎮） | (建昌道)        | 民國27年（1938年）4月析越嶲縣南部置，同年9月改隸西康省。 |

## 行政區劃年表
| 四川省行政區劃年表                                                        |          |     |    |    |                            | |
| 說明：「?」表示不能確定其發生年份或月份，故放於最有可能的一年內，詳見注釋 |          |     |    |    |                            | |
| 西元                                                                      | 民國紀元 | 縣  | 市 | 局 | 其他                       | 行政區劃變更 |
| 1912年                                                                    | 民國1年  | 115 |    |    | 16府 23州 12廳 8委員 1理事 | - 析遂寧、蓬溪2縣置東安縣（3月） - 改瀘定橋巡檢司為瀘定縣（6月） - 析康定府置化林縣（?月） - 析康定府置九龍設治委員（?月） - 改瞻對委員為懷柔縣（?月） - 改江卡委員為寧靜縣（?月） - 改爐霍屯委為為鑪霍縣（?月） - 改三岩委為為武成縣（?月） - 改乍丫理事為察雅縣（?月） - 改理化廳為理化府（?月） - 置丹巴設治委員（?） |
| 1913年                                                                    | 民國2年  | 171 |    |    | 6廳 2委員                  | - 改成都府為成都、華陽2縣（2月） - 改重慶府為巴縣（2月） - 改嘉定府為樂山縣（2月） - 改敘州府為宜賓縣（2月） - 改夔州府為奉節縣（2月） - 改順慶府為南充縣（2月） - 改潼川府為三台縣（2月） - 改龍安府為平武縣（2月） - 改保寧府為閬中縣（2月） - 改綏定府為達縣（2月） - 改雅州府為雅安縣（2月） - 改寧遠府為西昌縣（2月） - 改崇慶州為崇慶縣（2月） - 改簡州為簡陽縣（2月） - 改合州為合川縣（2月） - 改涪州為涪陵縣（2月） - 改廣安州為廣安縣（2月） - 改蓬州為蓬安縣（2月） - 改漢州為廣漢縣（2月） - 改劍州為劍閣縣（2月） - 改巴州為巴中縣（2月） - 改天全州為天全縣（2月） - 改會理州為會理縣（2月） - 改資州直隸州為資中縣（2月） - 改眉州直隸州為眉山縣（2月） - 改邛州直隸州為邛崍縣（2月） - 改瀘州直隸州為瀘縣（2月） - 改永寧直隸州為永寧縣（2月） - 改酉陽直隸州為酉陽縣（2月） - 改忠州直隸州為忠縣（2月） - 改綿州直隸州為綿陽縣（2月） - 改茂州直隸州為茂縣（2月） - 改江北廳為江北縣（2月） - 改城口廳為城口縣（2月） - 改鹽邊廳為鹽邊縣（2月） - 改越嶲廳為越嶲縣（2月） - 改石砫直隸廳為石砫縣（2月） - 改康定府為康定縣（3月） - 改巴安府為巴安縣（3月） - 改登科府為登科縣（3月） - 改理化府為理化縣（3月） - 改三壩廳為義敦縣（3月） - 改道隖委員為道孚縣（3月） - 改德榮委員為德榮縣（3月） - 改貢覺委員為貢縣（3月） - 改雜瑜委員為察隅縣（3月） - 改桑昂委員為科麥縣（3月） - 改恩達設治委員為恩達縣（3月） - 改甘孜州為甘孜縣（3月） - 改德化州為德化縣（3月） - 改白玉州為白玉縣（3月） - 改察木多理事為昌都縣（3月） - 置嘉黎縣（3月） - 置碩督縣（3月） - 置太昭縣（3月） - 析康定縣置安良縣（3月），旋裁撤 - 析稻城縣置貢噶縣（3月），旋裁撤 - 河口縣改名雅江縣（3月） |
| 1914年                                                                    | 民國3年  | 146 |    |    |                            | - 定遠縣改名武勝縣（1月） - 大寧縣改名巫溪縣（1月） - 東安縣改名潼南縣（1月） - 石泉縣改名北川縣（1月） - 新寧縣改名開江縣（1月） - 東鄉縣改名宣漢縣（1月） - 太平縣改名萬源縣（1月） - 德化縣改名德格縣（1月） - 清溪縣改名漢源縣（1月） - 改丹巴設治委員為丹巴縣（?） - 省化林縣入康定縣（?月） - 康定縣移屬川邊特別區（4月） - 巴安縣移屬川邊特別區（4月） - 義敦縣移屬川邊特別區（4月） - 九龍設治委員移屬川邊特別區（4月） - 瀘定縣移屬川邊特別區（4月） - 雅江縣移屬川邊特別區（4月） - 道孚縣移屬川邊特別區（4月） - 理化縣移屬川邊特別區（4月） - 懷柔縣移屬川邊特別區（4月） - 寧靜縣移屬川邊特別區（4月） - 察雅縣移屬川邊特別區（4月） - 稻城縣移屬川邊特別區（4月） - 鹽井縣移屬川邊特別區（4月） - 甘孜縣移屬川邊特別區（4月） - 鑪霍縣移屬川邊特別區（4月） - 丹巴縣移屬川邊特別區（4月） - 定鄉縣移屬川邊特別區（4月） - 昌都縣移屬川邊特別區（4月） - 德榮縣移屬川邊特別區（4月） - 武成縣移屬川邊特別區（4月） - 德格縣移屬川邊特別區（4月） - 同普縣移屬川邊特別區（4月） - 貢縣移屬川邊特別區（4月） - 察隅縣移屬川邊特別區（4月） - 科麥縣移屬川邊特別區（4月） - 恩達縣移屬川邊特別區（4月） - 石渠縣移屬川邊特別區（4月） - 嘉黎縣移屬川邊特別區（4月） - 碩督縣移屬川邊特別區（4月） - 太昭縣移屬川邊特別區（4月） - 鄧柯縣移屬川邊特別區（4月） - 白玉縣移屬川邊特別區（4月） - 改峨邊廳為峨邊縣（6月） - 改雷波廳為雷波縣（6月） - 改馬邊廳為馬邊縣（6月） - 改懋功直隸廳為懋功縣（6月） - 改松潘直隸廳為松潘縣（6月） - 改理番直隸廳為理番縣（6月） |
| 1915年                                                                    | 民國4年  | 146 |    |    |                            | |
| 1916年                                                                    | 民國5年  | 146 |    |    |                            | |
| 1917年                                                                    | 民國6年  | 146 |    |    |                            | |
| 1918年                                                                    | 民國7年  | 146 |    |    |                            | |
| 1919年                                                                    | 民國8年  | 146 |    |    |                            | |
| 1920年                                                                    | 民國9年  | 146 |    |    |                            | |
| 1921年                                                                    | 民國10年 | 146 | 1  | 1  |                            | - 析成都、華陽2縣置成都市（6月） - 以江北、巴、璧山、合川4縣交界處設江巴璧合四縣峽防團務局（?月） |
| 1922年                                                                    | 民國11年 | 146 | 1  | 1  |                            | |
| 1923年                                                                    | 民國12年 | 146 | 1  | 1  |                            | |
| 1924年                                                                    | 民國13年 | 146 | 1  | 1  |                            | |
| 1925年                                                                    | 民國14年 | 146 | 1  | 1  |                            | |
| 1926年                                                                    | 民國15年 | 146 | 1  | 1  |                            | |
| 1927年                                                                    | 民國16年 | 146 | 2  | 1  |                            | - 析巴縣置重慶市（3月） |
| 1928年                                                                    | 民國17年 | 146 | 3  | 3  |                            | - 析萬縣置萬州市（11月） - 析會理縣置披砂設治局（?月） - 析天全縣置穆坪設治局（?月） |
| 1929年                                                                    | 民國18年 | 147 | 3  | 2  |                            | - 改穆坪設治局為寶興縣（12月） |
| 1930年                                                                    | 民國19年 | 148 | 3  | 1  |                            | 改披砂設治局為寧南縣（4月） |
| 1931年                                                                    | 民國20年 | 148 | 3  | 1  |                            | |
| 1932年                                                                    | 民國21年 | 148 | 3  | 1  |                            | - 析寶興縣置金湯設治局（6月） |
| 1933年                                                                    | 民國22年 | 148 | 3  | 1  |                            | |
| 1934年                                                                    | 民國23年 | 148 | 3  | 1  |                            | |
| 1935年                                                                    | 民國24年 | 148 | 2  | 1  |                            | - 省萬州市入萬縣（?月） |
| 1936年                                                                    | 民國25年 | 149 | 2  | 1  | 1實驗區                    | - 析懋功縣置靖化縣（10月） - 以江巴璧合四縣峽防團務局區域置嘉陵江三峽鄉村建設實驗區（?月） |
| 1937年                                                                    | 民國26年 | 149 | 2  | 1  | 1實驗區                    | |
| 1938年                                                                    | 民國27年 | 135 | 2  |    | 1實驗區                    | - 析越嶲縣置寧東設治局（4月） - 雅安縣移屬西康省（9月） - 蘆山縣移屬西康省（9月） - 西昌縣移屬西康省（9月） - 鹽源縣移屬西康省（9月） - 天全縣移屬西康省（9月） - 寧南縣移屬西康省（9月） - 滎經縣移屬西康省（9月） - 漢源縣移屬西康省（9月） - 冕寧縣移屬西康省（9月） - 昭覺縣移屬西康省（9月） - 會理縣移屬西康省（9月） - 鹽邊縣移屬西康省（9月） - 越嶲縣移屬西康省（9月） - 寶興縣移屬西康省（9月） - 寧東設治局移屬西康省（9月） - 金湯設治局移屬西康省（9月） |
| 1939年                                                                    | 民國28年 | 135 | 1  |    | 1實驗區                    | - 重慶市改制為直轄市（5月） |
| 1940年                                                                    | 民國29年 | 135 | 1  | 1  | 1實驗區                    | - 析屏山縣置沐川設治局（12月） |
| 1941年                                                                    | 民國30年 | 136 | 1  | 5  | 1實驗區                    | - 析松潘縣置興中設治局（3月） - 析松潘縣置麥桑設治局（3月） - 析涪陵縣置武隆設治局（10月） - 析廣元縣置旺蒼設治局（10月） - 析平武縣置青川縣（10月） |
| 1942年                                                                    | 民國31年 | 137 | 2  | 5  |                            | - 改沐川設治局為沐川縣（2月） - 改嘉陵江三峽鄉村建設實驗區為北碚管理局（3月） - 析富順、榮2縣置自貢市（8月） |
| 1943年                                                                    | 民國32年 | 137 | 2  | 6  |                            | - 析巴中縣置平昌設治局（10月） |
| 1944年                                                                    | 民國33年 | 138 | 2  | 6  |                            | - 改武隆設治局為武隆縣（8月） - 析高縣置沐愛設治局（10月） |
| 1945年                                                                    | 民國34年 | 139 | 2  | 6  |                            | - 改旺蒼設治局為旺蒼縣（7月） - 析酉陽、秀山2縣置農祥設治局（11月） - 理番縣改名理縣（12月） |
| 1946年                                                                    | 民國35年 | 139 | 2  | 6  |                            | |
| 1947年                                                                    | 民國36年 | 139 | 2  | 6  |                            | |
| 1948年                                                                    | 民國37年 | 141 | 2  | 4  |                            | - 改沐愛設治局為沐愛縣（12月） - 改平昌設治局為平昌縣（12月） |
| 1949年                                                                    | 民國38年 | 141 | 2  | 4  |                            | |

## 政府

### 省會
設於成都，但自民國5年（1916年）至民國24年（1935年）重慶升為院轄市之前，省長多不願去成都就職，故先後7次在重慶設立四川省長行署、四川省長公署、四川督軍公署、四川省政府。重慶是當時四川省實際上的政治中心。民國38年（1949年）12月，共軍進駐成都，省政府遷往西康省西昌縣。

### 省行政機構
辛亥革命爆發後，張培爵、夏之時等人領導重慶新軍於宣統三年十月七日（1911年11月27日）起義，並於當日成立蜀軍軍政府，下設總司令處及軍政、行政等部，由張培爵任都督。此前，十月一日（西曆11月21日），在廣安縣已經建立蜀北軍政府。十月六日（西曆11月26日），在瀘州成立川南軍政府，後又稱川南軍政分府。次日，在省會成都建立大漢四川軍政府，長官為都督，下設內政廳、外交司等機構。民國元年（1912年）1月，川南軍政府併入蜀軍軍政府。2月2日，蜀軍軍政府與大漢軍政府合併為四川軍政府。7月12日，設民政長。民國3年（1914年）5月23日，改民政長為巡按使，下設政務、財政、教育、警察等廳。民國5年（1916年）7月6日，改巡按使為省長。民國15年（1926年）11月27日，國民黨中央叔治會議議決設立川康綏撫委員會，作為處理四川全省及川邊特別區軍務、政務的臨時權力機構。翌年1月1日，川康綏撫委員會在重慶成立。民國16年（1927年）1月後，四川省隸屬於武漢國民政府。4月5日，武漢國民政府命令將川康綏撫委員會改組為四川省臨時政務委員會。4月12日蔣中正發動清黨以後，四川省改隸南京國民政府。民國17年（1928年）11月7日，國民政府裁四川省臨時委員會，置四川省政府委員會，下設民政、財政等4廳。
民國24年（1935年）10月8日，改組四川省政府，任命盧作孚等為廳長。民國36年（1947年）5月13日，行政院決議改組四川省政府。民國38年（1949年）12月，解放軍攻入成都，省主席王陵基在逃亡途中被解放軍逮捕。民國39年（1950年）2月，唐式遵在胡宗南保薦下出任四川省政府主席，駐西昌。同年3月，解放軍分成南北兩路進逼西昌，西昌最終撒守。唐式遵逃亡至川南途中，遭到彝民與解放軍包圍，最終遭到擊毙，四川省政府至此結束。

### 川西行署
民國38年（1949年）12月，為了適應戰時需要與配合反攻軍事而設置川西行政公署，由冷寅東任川西行署主任，但他上任後沒多久便投共。

### 歷任四川省軍政長官、省政府主席
大漢軍政府都督
- 尹昌衡（1911年11月 - 1912年2月）

四川軍政府都督
- 尹昌衡（1912年2月 - 1913年6月，由大漢都督改任；1912年7月以後由胡景伊護理）
- 胡景伊（1913年6月 - 1914年6月）

四川將軍
- 胡景伊（1914年6月 - 1915年8月，由四川都督改任）
- 陳宦（1915年8月 - 1916年5月，1915年5月會辦軍務）
- 周駿（1916年5月 - 6月，署理）
- 蔡鍔（1916年6月 - 1916年7月）

四川督軍
- 蔡鍔（1916年7月，由將軍改任）
- 羅佩金（1916年7月 - 1917年4月，護理）
- 戴戡（1917年4月 - 11月，署理）
- 周道剛（1917年11月 - 12月，代理）
- 劉存厚（1917年12月 - 1918年2月）

四川靖國軍總司令
- 熊克武（1918年2月 - 1920年4月）
- 呂超（1920年7月 - 9月）

四川督軍
- 劉存厚（1920年10月 - 1921年3月，北洋政府任命）
- 熊克武（1920年10月 - 12月，廣州國民政府任命）

川軍總司令
- 劉湘（1921年6月 - 1922年5月）
- 劉成勳（1922年7月 - 1923年5月，1922年10月起為臨時總司令）

四川善後督辦
- 劉湘（1923年7月 - 1924年5月）

四川督理
- 楊森（1924年5月 - 1925年2月）

四川督辦
- 楊森（1925年2月 - 5月，由四川督理改任）
- 劉湘（1925年5月 - 1926年7月）
- 鄧錫侯（1926年5月 - 10月?，由吳佩孚任命）

四川行政公署民政長
- 張培爵（1912年7月12日
- 陳廷傑（1913年9月24日 1914年5月23日 署理

四川省巡按使公署巡按使
- 陳廷傑（1914年5月23日  由民政長改任）
- 陳宧（1915年5月1日  署理）
- 黃國瑄（1916年4月14日  署理）
- 劉體乾（1916年5月24日  署理）
- 蔡鍔（1916年6月 - 7月，兼任）

四川省長公署省長
- 蔡鍔（1916年7月，由巡按使改任）
- 羅佩金（1916年7月 - 9月，兼署）
- 戴戡（1916年9月 - 1917年11月，署理）
- 張瀾（1917年11月 - 1917年8月，護理）
- 熊克武（1920年12月30日）
- 劉湘（1921年6月 - ？，推兼）
- 劉成（1922年12月 - ？，推臨時省長）
- 劉湘（1922年12月 - ？，推臨時省長）
- 楊森（1924年2月 - ？）
- 鄧錫侯（1924年5月 - ？）
- 賴心輝（1925年2月 - ？）
- 楊森（1926年5月 - ？，由吳佩孚任命）
- 劉湘（1927年）
- 賴心輝（1927年）
- 劉成勳（1927年）
- 劉文輝（1927年）

四川省政府主席
- 劉文輝（1928年11月 - 1934年12月）
- 劉湘（1934年12月 - 1938年1月）
- 張群（1938年1月 - 8月，4月起由王纘緒代理）
- 王纘緒（1938年8月 - 1939年9月）
- 蔣中正（1939年9月 - 1940年11月）
- 張群（1940年11月 - 1947年5月，1946年9月起由鄧錫侯代理）
- 鄧錫侯（1947年5月 - 1948年4月）
- 王陵基（1948年4月 - 1949年12月，被解放軍俘虜）
- 唐式遵（1950年2月 - 3月，由胡宗南推薦）

### 引用
1. ↑  .   [2012-10-21]. （原始内容存档于2011-07-25）.
2. ↑  
行政院戶口普查處編. 中華民國79年臺閩地區戶口及住宅普查報告. 臺北市: 行政院戶口普查處. 1992
3. ↑  . ）巴蜀網：民國歷史.   [2010-01-01]. （原始内容存档于2009-08-21） （中文（简体））.
4. ↑  《國民政府公報》第358號，民國18年12月30日，第12頁。
5. ↑  印鑄局：《職官任免月表》，民國6年3月，第163、164頁。
6. ↑  《政府公報》第834號，民國3年8月31日，第28冊，第801頁。
7. ↑  《政府公報》第745號，民國3年6月3日，第26冊，第38頁。
8. ↑  《政府公報》第1016號，民國4年3月8日，第35冊，第296頁。
9. ↑  印鑄局：《職官任免月表》，第43頁。
10. ↑  . . 方志出版社. 2000－02. ISBN 7-80122-546-5. []
11. ↑  《民國四川省第二區行政督察專員公署》。內江市檔案資源網，http://www.njdaj.net/gk.asp?classid=22 （页面存档备份，存于）
12. ↑  《四川省志·地理志》（上冊）
13. ↑  內務部職方司第一科：《全國行政區劃表》，民國3年，第99頁。
14. ↑  《臨時政府內務行政紀要》，第49頁。
15. 1 2  內務部職方司第一科：《全國行政區劃表》，民國3年，第100頁。
16. ↑  《國民政府公報》第289號，民國18年10月8日，第7頁。
17. ↑  錢端升：《民國政制史下冊》，第423頁。
18. ↑  內務部方域司：《中華民國行政區域簡表》(第11版)，第50頁。
19. ↑  《國民政府公報》渝字第151號，民國28年5月10日，第9頁。
20. ↑  1950年10月28日，金堂縣治城廂鎮遷至趙鎮，舊治城廂鎮於1980年12月17日劃歸成都市青白江區管轄。
21. ↑  謝觀：《各省區域沿革一覽表》，第140-143頁。
22. ↑  《重慶市北碚區誌》，第80、81、578頁。
23. ↑  重慶市地方志辦公室著，《重慶建置沿革》，重慶出版社，1998年4月。
24. ↑  「解放後北碚行政區域和管理機構的演變」，鄺忠熾，《北碚志資料》，1983年第2期。
25. ↑  四川省璧山縣誌編纂委員會編纂，《璧山縣誌》，四川人民出版社，1996年03月第1版，第60頁。
26. ↑  「北碚解放初期行政區劃與機構設置的變遷」，楊鴻漳，《北碚文史資料》第6輯，1994年12月第1版。
27. ↑  《屏山縣誌》，四川人民出版社，1998年，第51頁。
28. ↑  內務部方域司：《中華民國行政區域簡表》(第11版)，第53頁。
29. ↑  《國民政府公報》渝字第438號，民國31年2月7日，第22頁。
30. ↑  國史館著《中華民國史 地理志》作「沐愛設治局」。
31. ↑  《國民政府公報》渝字第718號，民國33年10月14日，第13頁。
32. ↑  《平昌縣誌》，四川學技術出版社，1990年，第743頁；《四川省誌》，第70頁。
33. ↑  傅林祥，鄭寶恆著《中國行政區劃通史 中華民國卷》作「納溪縣」。
34. ↑  《國民政府公報》渝字第407號，民國30年10月22日，第16頁。
35. ↑  《國民政府公報》渝字第705號，民國33年8月30日，第9頁。
36. ↑  內政部方域司：《中國之行政督察區》，第18頁；傅林祥按：「檢《中華人民共和國行政區域（1949─1997）》第2179頁，1950年的川東行署區無『農祥設治局』或『農祥縣』，《酉陽縣誌》中有關酉陽縣沿革、疆域部分，亦無設立『農祥設治局』記載，當是未設立。」
37. 1 2 3 4 5 6 7  《內務部改定各省重複縣名及存廢理由清單》。
38. ↑  內政部主計處《中華民國各省（市）縣（市）行政區域代碼》誤作「長籌縣」。
39. ↑  吳承湜：《近六十年全國郡縣增建誌要》卷下，第4頁。
40. ↑  原屬安縣，2009年2月6日劃歸北川羌族自治縣。
41. ↑  《國民政府公報》渝字第405號，民國30年10月15日，第19頁；《中國分省新圖》第五版（民37.7）作「析廣元、南江兩縣置」。
42. ↑  《國民政府公報》第835號，民國34年8月20日，第6頁；《中國分省新圖》第五版（民37.7）作「民國三十四年五月改縣」。
43. ↑  《國民政府公報》渝字第403號，民國30年10月8日，第25頁。
44. ↑  內政部主計處《中華民國各省（市）縣（市）行政區域代碼》誤作「巴山縣」。
45. ↑  國史館著《中華民國史 地理志》作「平昌設治局」。
46. ↑  《國民政府公報》渝字第717號，民國33年10月11日，第9頁。
47. ↑  《平昌縣誌》，四川科學技術出版社，1990年，第31、164、743頁。
48. ↑  謝觀：《各省區域沿革一覽表》，第131頁。
49. ↑  《國民政府公報》第2187號，民國25年10月27日，第13頁。
50. ↑  內務部方域司：《中華民國行政區域簡表》(第11版)，第48頁；《中國分省新圖》第五版（民37.7）作民國35年（1946年）2月11日改名。
51. ↑  內政部方域司：《中國之行政督察區》，第19頁；傅林祥按：「《若爾蓋縣誌》、《松潘縣誌》均無設立興中設治局之事，當一直未設立。」
52. ↑  內政部方域司：《中國之行政督察區》，第19頁；傅林祥按：「《阿壩縣誌》載，民國二十九年『松潘縣政府封華爾功臣烈為關外52部落守備司令，阿壩保安司令，設治局長等職』。無設治局具體成立經過，當是未正式設立。」
53. ↑  傅林祥按：《清史稿·地理志》、《清代政區沿革綜表》中四川省均無安良廳。民國元年8月13日公佈的《眾議院議員各省複選區表》中四川省有安良廳；《全國行政區劃表》（1914年）中有安良縣，謂「沿前清之舊」；任乃強《西康圖經·境域篇》作尹昌衡時置，「安良縣駐地原擬設阿娘壩，竟未設治而廢」；《近六十年全國郡縣增建誌要》（附錄，第95頁）作民國「二年三月析置，旋節裁撤併入康定縣」。
54. ↑  吳承湜：《近六十年全國郡縣增建誌要》卷下，第63頁。
55. ↑  吳承湜：《近六十年全國郡縣增建誌要》附錄，第95頁。
56. ↑  傅林祥，鄭寶恆著《中國行政區劃通史 中華民國卷》作「爐霍縣」。
57. 1 2 3  實際上未設立。
58. ↑  《中華民國史事日志》，1935，中華民國二十四年乙亥。
59. ↑  《中華民國史事日志》，1947，中華民國三十六年丁亥。

## 外部連結
- 四川省 - 行政區劃網（页面存档备份，存于）
- 王豐的民國傳記博客
- 洪定國的地理資料庫 - 大地耕者 - 網易博客